# Aaron Swinson
Aaron Anthony Swinson  (nacido el 9 de enero de 1971 (54 años) en Douglas, Georgia)  es un exjugador de baloncesto estadounidense.

## Trayectoria

### Universidad
Jugó durante tres años con los Tigers de la Universidad de Auburn, la misma universidad en la que jugó Charles Barkley o Chuck Person.

## Profesional
Juega nueve partidos en los Phoenix Suns. Después de jugar la temporada 1994-95 en el equipo que le había seleccionado en el número uno del Draft de la CBA, los Yakima Sun Kings, donde ganaría la liga CBA, parte hacia Europa, donde transcurriría el resto de su carrera deportiva, a excepción de un breve paso por Argentina. Sus mejores años de baloncesto los pasaría en Valencia, donde ganaría la Copa del Rey en el año 1998 con el Pamesa Valencia.

## Equipos
- High School. Brunswick, Georgia.
- 1990-94 NCAA.Universidad de Auburn.
- 1994-95 NBA. Phoenix Suns. Juega nueve partidos.
- 1994-95 CBA. Yakima Sun Kings.
- 1995-96 LEGA. ITA. Panapesca Montecatini.
- 1996-98 ACB. Pamesa Valencia.
- 1998-99 ACB. Joventut Badalona.
- 1999-00 LNB. FRA. EB Pau Orthez.
- 1999-00 Liga de Argentina. Libertad Sunchales. Entra por Jerome Mincy.
- 2000-01 ACB.  CB Ourense.
- 2001-02 LEGA. ITA. Euro Roseto.
- 2002-03 LEB. CB Ciudad de Algeciras. Entra por David Scott.
- 2003-05 LEB. CB Los Barrios.

## Palmarés
- 1994-95 CBA. Yakima Sun Kings. Campeón.
- 1997-98 Copa del Rey. Pamesa Valencia. Campeón.